# Lantsort
Lantsort är en population av en domesticerad, odlad växt som inte genomgått formell förädling, utan istället anpassat sig genetiskt till den lokala miljön där den odlats. Historiskt har människans livsmedelsförsörjning baserats på odling av lantsorter under tusentals år från jordbrukets uppkomst fram till den moderna växtförädlingens början i slutet av 1800-talet. Motsvarade för djur kallas lantras.

## Egenskaper hos lantsorter
Lantsorter uppkommer genom odling från eget utsäde som inte tagits valts ut systematiskt av utsädesföretag eller utvecklats av växtförädlare. En lantsort påverkas istället av naturligt och medvetet urval vid lokalen där sorten odlas. Lantsorter är också dynamiska och förändras genom genflöde från fröutbyte och handel, från inkommande pollen och med förändrande odlingssätt. Denna komplexitet gör det svårt att ge allomfattande beskrivningar av lantsorter, men lantsorter beskrivs vanligen med en eller flera av följande kännetecken.

### Hög diversitet
Lantsorter har vanligen en hög inomsortsdiversitet, det vill säga en blandning av genotyper med varierande egenskaper. Denna egenskap gör att lantsorter ofta ger en låg men stabil skörd. Olika genotyper reagerar olika på abiotisk och biotisk stress, vilket gör att lantsorterna kan buffra mot variationer i sjukdomsangrepp och väder år från år .
Undersökningar med molekylära markörer visar att de svenska lantsorterna av jordbruksväxter historiskt sett var mycket variabla, men att mycket diversitet har gått förlorad under 1900-talet .
Lantsorter av vegetativt förökade grödor, som fruktträd och potatis, kan, men innehåller vanligen lite inomsortsvariation.

### Särskiljbarhet
Trots sin stora inomsortsvariation, är olika lantsorter särskiljbara från varandra. Odlare av lantsorter känner igen olika lantsorter och har namn på dem . Namngivningen kan dock baseras på enkla karaktärer, som ”tidig” eller ”vitblommande”, varför olika lantsorter kan ha samma namn trots att sorterna är oberoende av varandra .
Svenska lantsorter som fortfarande är i odling kan vanligen beskrivas och definieras av sina odlare utifrån utseende eller användning .

### Lokal anpassning
Genom odling och förökning på samma plats under lång tid anpassas lantsorter till det lokala klimat, jordmån och odlingssätt där de odlas . Hos svenska lantsorter märks detta tydligt i fråga om t.ex. vinterhärdighet hos spannmål   eller mognadstid hos ärt  från olika geografiska områden .

### Associerad med traditionella brukningssätt
Odling av lantsorter är starkt korrelerat med graden av traditionella brukningmetoder . Med traditionella brukningsmetoder avses t.ex. småskalighet, lågt inslag av mekanisering och hög grad av egen konsumtion av produktionen. Lantsorter kan också ha en specifik traditionell användning i kosthållet och därför bevaras i odling .

## Bevarande av lantsorter
I och med de stora växtförädlingsframsteg som uppnåddes i Europa från och med början av 1900-talet kom lantsorterna snabbt att ersättas av nya sorter framtagna av växtförädlingsföretag. Idag återstår endast spillror av det rika material av lantsorter som odlades i Sverige  och i övriga Europa för bara drygt 100 år sedan .

### Bevarandein situ
Med bevarande in situ menas att växterna bevaras på platsen där de utvecklats. För lantsorter innebär detta i aktiv odling med traditionella odlingsmetoder och kallas därför bevarande ’on farm’.  Metoden innebär att lantsorten bevaras som en dynamisk och föränderlig population och innebär vanligen att hög inomsortsvariation kan bibehållas. Metoden är dock sårbar för ekonomiska, politiska och ekologiska förändringar. Det är också dyrbart och svårt att administrera och distribuera lantsortsmaterial som bevaras ’on farm’. Bevarande av lantsorter ’on farm’ är inte så vanligt i Europa, men förekommer, dock i svårbedömd omfattning . När det svenska Programmet för odlad mångfald genomförde upprop efter grönsakssorter som bevarats ’on farm’ i början av 2000-talet hittades över 200 sorter som bevarats på detta sätt .
Odlarföreningar som Föreningen Sesam  i Sverige försöker också hålla lantsorter i aktiv odling genom egen fröodling.

### Bevarandeex situ
Lantsorter i Europa bevaras huvudsakligen ex situ, i centraliserade genbanker där många sorter samlas . Lantsorter bevaras vanligen som frö i frysförvar eller i fall av vegetativt förökade växter i fältarkiv. Svenska fröförökade lantsorter bevaras av NordGen och vegetativt förökat material av en nationell genbank förvaltad av Programmet för Odlad Mångfald .

### Herbariematerial av lantsorter
Bevarade herbarier och frösamlingar kan också innehålla information om lantsorter även om materialet inte längre är vid liv . Flera museer i Norden bevarar stora frösamlingar med lantsorter från 1800-talet . Gamla frö- och herbariesamlingar kan analyseras med molekylärgenetiska metoder för att studera historiska lantsorters sammansättning och egenskaper .

## Nyttjande av lantsorter
Lantsorternas egenskaper med lokal adaption, hög diversitet och historiskt ursprung gör dem intressanta både för växtförädling och historisk forskning.  Forskning om svenska lantsorter görs vid Nordiska museet, Linköpings universitet, Sveriges lantbruksuniversitet och NordGen.

### Lantsorter som genetisk resurs
Lantsorter utgör basen för alla moderna växtsorter som förädlats genom urval och kombination av lantsorter och förädlade sorter. Under förädlingsprocessen har mycket av de samlade genetiska resurserna som finns eller fanns hos lantsorterna gått förlorad . Växtförädlare använder ofta lantsorter för att hitta gener för specifika egenskaper som saknas hos förädlade sorter. I Sverige har t.ex. lantsorter varit viktiga i förädlingen för att ge vinterhärdighet till höstvete och lokalt anpassade sorter av rödklöver för olika odlingsområden . Svenska lantvårvetesorter har också visat sig innehålla en gen för högre protein och näringsinnehåll .

### Lantsorter som historiskt dokument
Genom att genetiskt studera lantsorter från olika geografiska områden undersöks hur utsäde, och i förlängningen kunskap om jordbruksmetoder, spridits i historisk tid . Studier av svenska lantsorter av korn och gråärt visar t.ex. hur utsäde av dessa grödor inte spridits i nord-sydlig riktning inom Sverige .